# Calymmodesmus inquinatus
Calymmodesmus inquinatus är en mångfotingart som beskrevs av Ottis Robert Causey 1960. Calymmodesmus inquinatus ingår i släktet Calymmodesmus och familjen Stylodesmidae. Inga underarter finns listade i Catalogue of Life.